# 李振 (五代)
李振（？—923年11月20日），字兴绪，武威郡姑臧人也，後梁政治人物。

## 生平
李振是唐潞州节度使李抱真的曾孙。在咸通、乾符年間屢次不第，後投靠朱溫，成為其心腹。朱溫劫持昭宗到洛陽後，唐朝朝廷完全落入其手中，李振每自汴入洛，朝中必有貶竄，故唐朝大臣目之為「鴟鴞」。天祐二年（905年），朱温在李振的鼓動下，於滑州白馬驛一夕殺盡左僕射裴樞、新除清海軍節度使獨孤損、右僕射崔遠、吏部尚書陸扆、工部尚書王溥、守太保致仕趙崇凝、兵部侍郎王贊等“衣冠清流”三十餘人，投屍於河，史稱“白馬驛之禍”。在行凶前，李振對朱溫說：「此輩自謂清流，宜投於黃河，永為濁流。」朱溫笑而從之。
朱温篡位稱帝，是為梁，敬翔与李振都深得朱温信任，官至崇政使。乾化二年郢王朱友珪弒朱全忠自立。次年，均王兼大梁留守朱友貞策劃兵變，外戚袁象先率禁軍數千攻入皇宮，朱友珪自殺身亡，朱友貞同時調兵進入洛陽，李振亦為亂兵所傷。朱友貞上台後，協助其奪權的趙岩和國舅张汉杰等人用事，敬翔與李振受到排擠。后梁灭亡后，唐庄宗下诏赦免梁群臣，李振邀敬翔朝见莊宗，敬翔叹曰：“李振谬为丈夫矣！复何面目入梁建国乎？”，自殺身亡，雖然李振在唐莊宗面前供認自己的罪惡，不久後也被族誅。

## 評價
- 敬翔：“李振謬為丈夫耳！朱氏與晉仇讎，我等始同謀畫，致君無狀，今少主伏劍於國門，縱新朝赦罪，何面目入建國門也！”
- 郭崇韜：“人言李振乃一代奇才，吾今見之，乃常人耳。”
- 唐莊宗：“屠害宗屬，殺戮朝臣，既寰宇以皆知，在人神而共怒。”
- 《舊五代史》：“振始有濁流之言，終取赤族之禍，報應之事，固以昭然。”

## 延伸阅读
[在维基数据编辑]
 《舊五代史·卷18》，出自薛居正《舊五代史》
 《新五代史·卷43》，出自歐陽修《新五代史》